# Triplophysa xiqiensis
Triplophysa xiqiensis är en fiskart som beskrevs av Linxian Ding och Lai, 1996. Triplophysa xiqiensis ingår i släktet Triplophysa och familjen grönlingsfiskar. Inga underarter finns listade i Catalogue of Life.